# Houttea pardina
Houttea pardina là một loài thực vật có hoa trong họ Tai voi. Loài này được (Hook.) Decne. mô tả khoa học đầu tiên năm 1848.